# Crocidura grassei
Crocidura grassei är en däggdjursart som beskrevs av Brosset, Dubost och Heim de Balsac 1965. Crocidura grassei ingår i släktet Crocidura och familjen näbbmöss. IUCN kategoriserar arten globalt som livskraftig. Inga underarter finns listade i Catalogue of Life.
Denna näbbmus förekommer i Afrika vid Guineabukten. Den lever i Kamerun, Gabon, Centralafrikanska republiken, Ekvatorialguinea och kanske även Kongo-Brazzaville. Arten vistas i fuktiga skogar i låglandet.